# De Jounge
de Jounge är ett svenskt efternamn knutet till den vallonska invandringen på 1600-talet. Namnet är emellertid inte vallonskt utan nederländskt och antas vara flamländskt. Det har burits av en bokhållarsläkt verksam  vid vallonbruken i Uppland. Den 31 december 2022 var 37 personer med efternamnet de Jounge folkbokförda i Sverige.

## Personer med efternamnet de Jounge
- Allon de Jounge (1866–1939), företagsledare
- Arendt de Jounge (1900–1982), civilingenjör och företagsledare
- Fredrik de Jounge (född 1963), opera- och konsertsångare, tenor samt sångpedagog
- Jan de Jounge (1929–2008), företagsledare, generalkonsul
- Lars de Jounge (1927–2022), företagsledare
- Per Adolf de Jounge (1826–1899), lantbrukare och riksdagsman